# Chũm chọe đôi
Chũm chọe đôi (tên tiếng Anh: Clash cymbals) là hai chũm choẹ giống hệt nhau được chơi bằng cách giữ mỗi chũm choẹ trong mỗi bàn tay rồi đập chúng vào nhau tạo ra âm thanh. Chũm chọe đôi là một nhạc khí tự thân vang dập phổ biến trên thế giới đồng thời cũng là một nhạc cụ truyền thống của Việt Nam và một số nước khác ở châu Á.

## Tên gọi

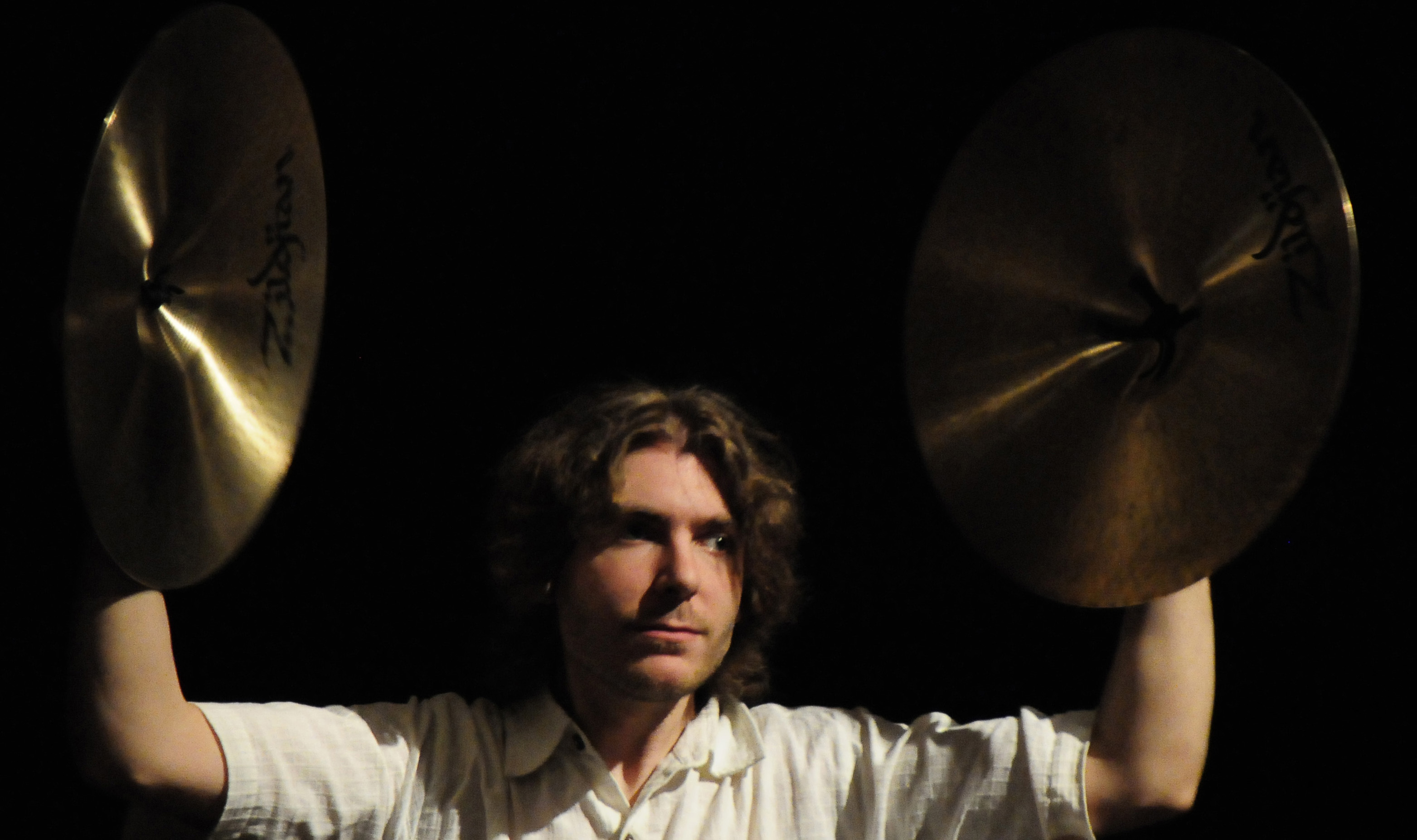
Nhạc công chơi chũm chọe đôi

Trong tiếng Anh thuật ngữ kỹ thuật clash (nghĩa đen là sự va đập, chỉ một cặp chũm chọe) hiếm khi được sử dụng mà chũm chọe đôi chỉ được gọi là chũm chọe (cymbals) hoặc đôi khi chỉ đơn giản là C.C. Một loại chũm choẹ khác là suspended cymbal cũng gọi là "chũm chọe". Một số nhà soạn nhạc và cải biên sử dụng clash để phân biệt chũm chọe đôi với những loại chũm choẹ để chỉ một có một tấm (kèm theo dùi gõ).
Nhạc cụ truyền thống này của Việt Nam còn được gọi là não bạt hay chập chõa (chả).

## Cấu tạo

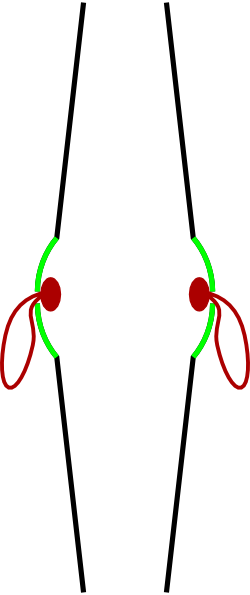
Hình vẽ mô tả cấu tạo với phần màu xanh lá cây là chuông tạo ra âm thanh

Chũm chọe làm bằng hợp kim đồng thiếc, gồm hai chiếc giống nhau, hình tròn như chiếc đĩa, có núm để cầm

## Kỹ thuật biểu diễn

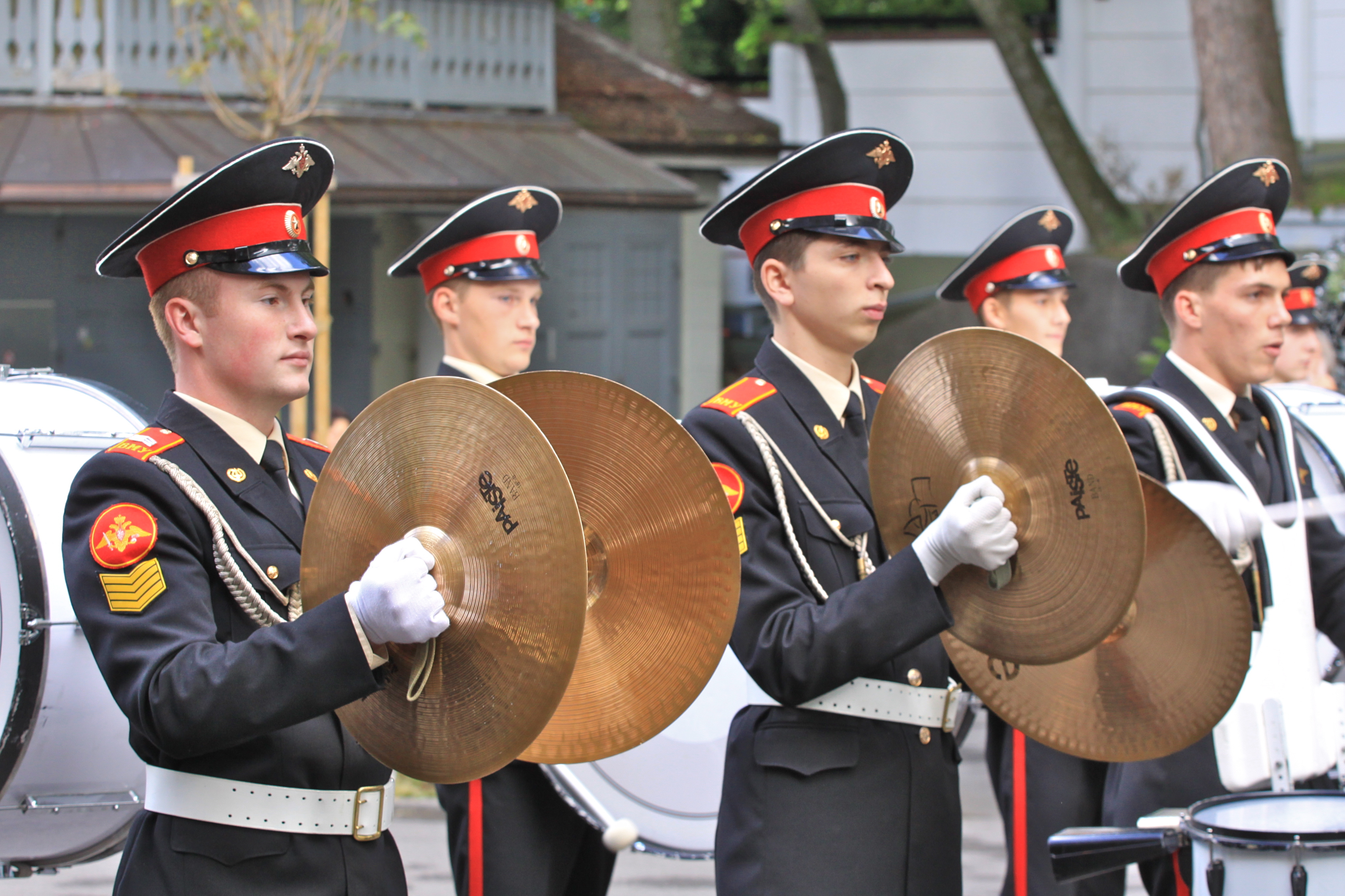
Chũm chọe đôi được chơi trong một dàn quân nhạc ở Đức

Khi đánh chũm chọe, hai tay cầm hai núm, dập hai mặt vào nhau, có lúc dập chéo xuống, chéo lên, hoặc chỉ là xoa chúng với nhau. Đôi khi người sử dụng chũm chọe vừa đánh, vừa múa.

## Sử dụng
Âm thanh chũm chọe to, vang, hơi chói tai. Chũm chọe được sử dụng trong Nhã nhạc cung đình Huế, trong sân khấu tuồng, cải lương, trong múa sư tử, dàn nhạc dân tộc tổng hợp hoà tấu và nhất là trong các dàn quân nhạc, nhạc nghi lễ Đội và nghi lễ cấp Nhà nước